# Ctenophysis chilensis
Ctenophysis chilensis är en spindelart som beskrevs av Alfred Frank Millidge 1985. Ctenophysis chilensis ingår i släktet Ctenophysis och familjen täckvävarspindlar. Inga underarter finns listade i Catalogue of Life.